# Файф Флайерс
«Файф Флайерс» — шотландский хоккейный клуб из города Керколди. Выступает в Британской элитной хоккейной лиге. Домашней ареной клуба является Ледовая арена «Файф».

## История
Команда «Файф Флайерс» — старейшая команда Соединённого Королевства; год основания команды — 1938. С 1982 года клуб выступает в Британской национальной лиге. Двукратный чемпион Британии — сезонов 1999/00 и 2003/04. После расформирования БНЛ клуб принял решение не выступать в Элитной лиге. Лишь в сезоне 2011/12 клуб вернулся в чемпионат.

## Достижения
- Британская элитная хоккейная лига:
  - Обладатель (2)  : 2000, 2004